# متحف لبدة
متحف لبدة الأثري بمدينة لبده الكبرى الأثرية والتي تبعد 4 كيلومترات تقريبا شرقي مدينة الخمس أحد المعالم الأثرية الهامة في ليبيا والتي تقع على حافة وادى لبدة الخصيب شرقي المدينة. المتحف بني في العام 1986. بنيت لبده الكبرى في القرن السادس قبل الميلاد، وتتزاجد بها العديد من الآثار من أسواق ومسارح وحمامات رومانية علاوة ومعابد عديدة. ويضم المتحف مجموعة من أهم الآثار الليبية.